# Ragnhild Mikkelsen
Ragnhild Mikkelsen (26 maart 1931 - 31 augustus 2008) was een schaatsster uit Noorwegen. Ze won de bronzen medaille tijdens de wereldkampioenschappen schaatsen in 1951.

## Resultaten

### Wereldkampioenschappen
| Jaar | Jaar     | Plaats     | Resultaten       | Resultaten                                 |
| ---- | -------- | ---------- | ---------------- | ------------------------------------------ |
| 1949 | Allround | Kongsberg  | 16e Allround     | 17e 500 m 18e 1000 m 18e 3000 m 17e 5000 m |
| 1950 | Allround | Moskou     | Niet deelgenomen | Niet deelgenomen                           |
| 1951 | Allround | Eskilstuna | Allround         | 4e 500 m 3e 1000 m 4e 3000 m 4e 5000 m     |

### Noorse kampioenschappen
| Jaar | Resultaten  | Resultaten                              |
| ---- | ----------- | --------------------------------------- |
| 1949 | 8e Allround | 8e 500 m 10e 1000 m 8e 1500 m 8e 3000 m |
| 1950 | Allround    | 3e 500 m 3e 1000 m 3e 1500 m 4e 3000 m  |
| 1951 | Allround    | 4e 500 m 4e 1000 m 3e 1500 m 2e 3000 m  |

## Persoonlijke records
| Afstand    | Tijd     | Datum            | Baan      |
| ---------- | -------- | ---------------- | --------- |
| 500 meter  | 53,70    | 25 februari 1950 | Gjøvik    |
| 1000 meter | 1.52,70  | 25 februari 1950 | Gjøvik    |
| 1500 meter | 2.55,90  | 25 februari 1950 | Gjøvik    |
| 3000 meter | 6.12,20  | 25 februari 1950 | Gjøvik    |
| 5000 meter | 10.36,80 | 3 februari 1951  | Eskiltuna |